# Snowia pulcherrima
Snowia pulcherrima är en fjärilsart som beskrevs av Guedet 1941. Snowia pulcherrima ingår i släktet Snowia och familjen mätare. Inga underarter finns listade i Catalogue of Life.